# Medalistki mistrzostw świata w łyżwiarstwie szybkim w wieloboju sprinterskim

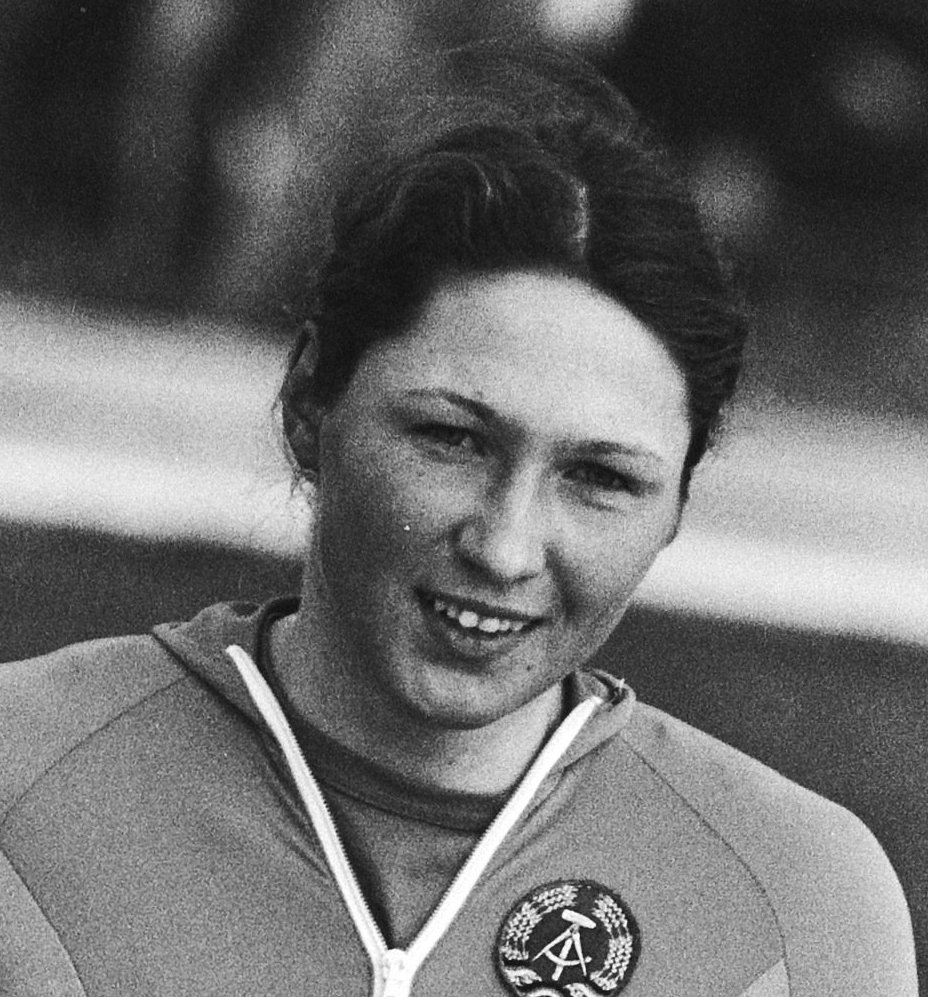
Karin Enke – ośmiokrotna medalistka mistrzostw świata w wieloboju sprinterskim

Medalistki mistrzostw świata w łyżwiarstwie szybkim w wieloboju sprinterskim – zestawienie zawodniczek, które przynajmniej raz zdobyły medal mistrzostw świata w wieloboju sprinterskim kobiet.
Wielobój sprinterski w łyżwiarstwie szybkim składa się z czterech biegów – dwóch na dystansie 500 m i dwóch na 1000 m. Mistrzostwa trwają dwa dni, każdego dnia rozgrywane są biegi na obu dystansach. Za organizację mistrzostw świata w wieloboju sprinterskim odpowiada Międzynarodowa Unia Łyżwiarska (ISU). Pierwsze mistrzostwa odbyły się w 1970 roku, od tego czasu rozgrywane są każdego roku. W latach 1970–1986 mistrzynią świata w wieloboju sprinterskim zostawała zawodniczka, która wygrała trzy z czterech biegów. Jeżeli żadna zawodniczka nie odniosła trzech zwycięstw, wówczas zwyciężczynią zostawała zawodniczka z najmniejszą sumą punktów. Od 1987 roku mistrzynią świata zostaje zawodniczka z najmniejszą liczbą punktów, niezależnie od liczby zwycięstw w poszczególnych biegach.
Najwięcej medali w wieloboju sprinterskim kobiet zdobyły reprezentantki Stanów Zjednoczonych – 38 (13 złotych, 16 srebrnych i 9 brązowych). Drugie miejsce w klasyfikacji wszech czasów zajmują zawodniczki z Niemieckiej Republiki Demokratycznej (19 medali – 10 złotych, 6 srebrnych i 3 brązowe), a trzecie reprezentantki Niemiec (23 medale – 9 złotych, 5 srebrnych i 9 brązowych). Najbardziej utytułowaną zawodniczką w wieloboju sprinterskim kobiet jest reprezentantka NRD, Karin Enke (startująca również pod nazwiskami Busch i Kania), która w latach 1980–1988 zdobyła sześć złotych i dwa srebrne medale. Najwięcej razy na podium stanęła jednak Amerykanka Bonnie Blair, w dorobku której jest dziewięć medali – trzy złote, cztery srebrne i dwa brązowe. Blair w klasyfikacji zawodniczek zajmuje trzecie miejsce, wyżej od niej poza Enke jest jeszcze Niemka Monique Garbrecht z pięcioma złotymi medalami.

## Medalistki chronologicznie
W tabeli przedstawiono medalistki wszystkich edycji mistrzostw świata w łyżwiarstwie szybkim w wieloboju sprinterskim kobiet w latach 1970–2024.
| Rok i miejsce         |                   | Złoto                     |                   | Srebro                      |                   | Brąz                        | Źr.    |
| --------------------- | ----------------- | ------------------------- | ----------------- | --------------------------- | ----------------- | --------------------------- | ------ |
| 1970, West Allis      |                   | Ludmiła Titowa            |                   | Nina Statkiewicz            | Holandia          | Atje Keulen-Deelstra        | [ 5 ]  |
| 1971, Inzell          |                   | Ruth Schleiermacher       | Stany Zjednoczone | Anne Henning                | Stany Zjednoczone | Dianne Holum                | [ 6 ]  |
| 1972, Eskilstuna      |                   | Monika Pflug              | Stany Zjednoczone | Dianne Holum                |                   | Ludmiła Titowa              | [ 7 ]  |
| 1973, Oslo            | Stany Zjednoczone | Sheila Young              | Holandia          | Atje Keulen-Deelstra        |                   | Monika Pflug                | [ 8 ]  |
| 1974, Innsbruck       | Stany Zjednoczone | Leah Poulos               | Holandia          | Atje Keulen-Deelstra        |                   | Monika Pflug                | [ 9 ]  |
| 1975, Göteborg        | Stany Zjednoczone | Sheila Young              |                   | Heike Lange                 | Kanada            | Cathy Priestner             | [ 10 ] |
| 1976, Berlin Zachodni | Stany Zjednoczone | Sheila Young              | Stany Zjednoczone | Leah Poulos                 | Kanada            | Sylvia Burka                | [ 11 ] |
| 1977, Alkmaar         | Kanada            | Sylvia Burka              | Stany Zjednoczone | Leah Poulos                 | Holandia          | Haitske Pijlman             | [ 12 ] |
| 1978, Lake Placid     |                   | Lubow Sadczikowa          | Stany Zjednoczone | Beth Heiden                 |                   | Erwina Ryś-Ferens           | [ 13 ] |
| 1979, Inzell          | Stany Zjednoczone | Leah Poulos-Mueller       | Stany Zjednoczone | Beth Heiden                 |                   | Christa Rothenburger        | [ 14 ] |
| 1980, West Allis      |                   | Karin Enke                | Stany Zjednoczone | Leah Poulos-Mueller         | Stany Zjednoczone | Beth Heiden                 | [ 15 ] |
| 1981, Grenoble        |                   | Karin Enke                |                   | Tatjana Tarasowa            |                   | Natalja Pietrusiowa         | [ 16 ] |
| 1982, Alkmaar         |                   | Natalja Pietrusiowa       |                   | Karin Busch-Enke            |                   | Monika Holzner-Pflug        | [ 17 ] |
| 1983, Helsinki        |                   | Karin Enke                |                   | Natalja Pietrusiowa         |                   | Christa Rothenburger        | [ 18 ] |
| 1984, Trondheim       |                   | Karin Enke                |                   | Walentina Łalenkowa         |                   | Natalja Glebowa             | [ 19 ] |
| 1985, Heerenveen      |                   | Christa Rothenburger      |                   | Angela Stahnke              | Polska            | Erwina Ryś-Ferens           | [ 20 ] |
| 1986, Karuizawa       |                   | Karin Kania-Enke          |                   | Christa Rothenburger        | Stany Zjednoczone | Bonnie Blair                | [ 21 ] |
| 1987, Sainte-Foy      |                   | Karin Kania-Enke          | Stany Zjednoczone | Bonnie Blair                |                   | Christa Rothenburger        | [ 22 ] |
| 1988, West Allis      |                   | Christa Rothenburger      |                   | Karin Kania-Enke            | Stany Zjednoczone | Bonnie Blair                | [ 23 ] |
| 1989, Heerenveen      | Stany Zjednoczone | Bonnie Blair              |                   | Christa Luding-Rothenburger | Japonia           | Seiko Hashimoto             | [ 24 ] |
| 1990, Tromsø          |                   | Angela Hauck-Stahnke      | Stany Zjednoczone | Bonnie Blair                | Holandia          | Christine Aaftink           | [ 25 ] |
| 1991, Inzell          | Niemcy            | Monique Garbrecht         |                   | Ye Qiaobo                   | Holandia          | Christine Aaftink           | [ 26 ] |
| 1992, Oslo            |                   | Ye Qiaobo                 | Stany Zjednoczone | Bonnie Blair                | Niemcy            | Christa Luding-Rothenburger | [ 27 ] |
| 1993, Ikaho           |                   | Ye Qiaobo                 | Stany Zjednoczone | Bonnie Blair                | Rosja             | Oksana Rawiłowa             | [ 28 ] |
| 1994, Calgary         | Stany Zjednoczone | Bonnie Blair              | Niemcy            | Angela Hauck-Stahnke        |                   | Xue Ruihong                 | [ 29 ] |
| 1995, Milwaukee       | Stany Zjednoczone | Bonnie Blair              | Rosja             | Oksana Rawiłowa             | Niemcy            | Franziska Schenk            | [ 30 ] |
| 1996, Heerenveen      | Stany Zjednoczone | Chris Witty               | Norwegia          | Edel Therese Høiseth        | Niemcy            | Franziska Schenk            | [ 31 ] |
| 1997, Hamar           | Niemcy            | Franziska Schenk          |                   | Xue Ruihong                 | Stany Zjednoczone | Chris Witty                 | [ 32 ] |
| 1998, Berlin          | Kanada            | Catriona Le May Doan      | Niemcy            | Sabine Völker               | Stany Zjednoczone | Chris Witty                 | [ 33 ] |
| 1999, Calgary         | Niemcy            | Monique Garbrecht         | Kanada            | Catriona Le May Doan        | Niemcy            | Sabine Völker               | [ 34 ] |
| 2000, Seul            | Niemcy            | Monique Garbrecht         | Stany Zjednoczone | Chris Witty                 | Holandia          | Marianne Timmer             | [ 35 ] |
| 2001, Inzell          | Niemcy            | Monique Garbrecht-Enfeldt | Japonia           | Eriko Sanmiya               | Kanada            | Catriona Le May Doan        | [ 36 ] |
| 2002, Hamar           | Kanada            | Catriona Le May Doan      | Holandia          | Andrea Nuyt                 | Białoruś          | Anżalika Kaciuha            | [ 37 ] |
| 2003, Calgary         | Niemcy            | Monique Garbrecht-Enfeldt | Kanada            | Cindy Klassen               | Japonia           | Shihomi Shin’ya             | [ 38 ] |
| 2004, Nagano          | Holandia          | Marianne Timmer           | Niemcy            | Anni Friesinger             | Stany Zjednoczone | Jennifer Rodriguez          | [ 39 ] |
| 2005, Salt Lake City  | Stany Zjednoczone | Jennifer Rodriguez        | Białoruś          | Anżalika Kaciuha            | Niemcy            | Sabine Völker               | [ 40 ] |
| 2006, Heerenveen      | Rosja             | Swietłana Żurowa          |                   | Wang Manli                  | Włochy            | Chiara Simionato            | [ 41 ] |
| 2007, Hamar           | Niemcy            | Anni Friesinger           | Holandia          | Ireen Wüst                  | Kanada            | Cindy Klassen               | [ 42 ] |
| 2008, Heerenveen      | Niemcy            | Jenny Wolf                | Niemcy            | Anni Friesinger             | Holandia          | Annette Gerritsen           | [ 43 ] |
| 2009, Moskwa          |                   | Wang Beixing              | Niemcy            | Jenny Wolf                  |                   | Yu Jing                     | [ 44 ] |
| 2010, Obihiro         | Korea Południowa  | Lee Sang-hwa              | Japonia           | Sayuri Yoshii               | Niemcy            | Jenny Wolf                  | [ 45 ] |
| 2011, Heerenveen      | Kanada            | Christine Nesbitt         | Holandia          | Annette Gerritsen           | Holandia          | Margot Boer                 | [ 46 ] |
| 2012, Calgary         |                   | Yu Jing                   | Kanada            | Christine Nesbitt           |                   | Zhang Hong                  | [ 47 ] |
| 2013, Salt Lake City  | Stany Zjednoczone | Heather Richardson        |                   | Yu Jing                     | Korea Południowa  | Lee Sang-hwa                | [ 48 ] |
| 2014, Nagano          |                   | Yu Jing                   |                   | Zhang Hong                  | Stany Zjednoczone | Heather Richardson          | [ 49 ] |
| 2015, Astana          | Stany Zjednoczone | Brittany Bowe             | Stany Zjednoczone | Heather Richardson          | Czechy            | Karolína Erbanová           | [ 50 ] |
| 2016, Seul            | Stany Zjednoczone | Brittany Bowe             | Stany Zjednoczone | Heather Bergsma             | Holandia          | Jorien ter Mors             | [ 51 ] |
| 2017, Calgary         | Japonia           | Nao Kodaira               | Stany Zjednoczone | Heather Bergsma             | Holandia          | Jorien ter Mors             | [ 52 ] |
| 2018, Changchun       | Holandia          | Jorien ter Mors           | Stany Zjednoczone | Brittany Bowe               | Rosja             | Olga Fatkulina              | [ 53 ] |
| 2019, Heerenveen      | Japonia           | Nao Kodaira               | Japonia           | Miho Takagi                 | Stany Zjednoczone | Brittany Bowe               | [ 54 ] |
| 2020, Hamar           | Japonia           | Miho Takagi               | Japonia           | Nao Kodaira                 | Rosja             | Olga Fatkulina              | [ 55 ] |
| 2022, Hamar           | Holandia          | Jutta Leerdam             | Holandia          | Femke Kok                   | Austria           | Vanessa Herzog              | [ 56 ] |
| 2024, Inzell          | Japonia           | Miho Takagi               | Holandia          | Femke Kok                   | Holandia          | Jutta Leerdam               | [ 57 ] |

## Klasyfikacje medalowe

### Klasyfikacja zawodniczek
W poniższej tabeli przedstawiono klasyfikację zawodniczek, które zdobyły przynajmniej jeden medal mistrzostw świata w łyżwiarstwie szybkim w wieloboju sprinterskim. Kolejność ustalona została według liczby zdobytych medali poszczególnych kruszców. W przypadku, gdy dwie lub więcej zawodniczki zdobyły tę samą liczbę medali wszystkich kolorów, wzięto pod uwagę najpierw kolejność chronologiczną, a następnie porządek alfabetyczny. W sytuacji, gdy dana zawodniczka reprezentowała więcej niż jedno państwo, podano wszystkie kraje, dla których zdobyła medale.
| Miejsce | Zawodniczka                                      | Państwo          | Lata      | Złoto | Srebro | Brąz | Razem |
| ------- | ------------------------------------------------ | ---------------- | --------- | ----- | ------ | ---- | ----- |
| 1.      | Karin Enke Karin Busch-Enke Karin Kania-Enke     | NRD              | 1980–1988 | 6     | 2      | –    | 8     |
| 2.      | Monique Garbrecht Monique Garbrecht-Enfeldt      | Niemcy           | 1991–2003 | 5     | –      | –    | 5     |
| 3.      | Bonnie Blair                                     | USA              | 1986–1995 | 3     | 4      | 2    | 9     |
| 4.      | Sheila Young                                     | USA              | 1973–1976 | 3     | –      | –    | 3     |
| 5.      | Leah Poulos Leah Poulos-Mueller                  | USA              | 1974–1980 | 2     | 3      | –    | 5     |
| 6.      | Christa Rothenburger Christa Luding-Rothenburger | NRD Niemcy       | 1979–1992 | 2     | 2      | 4    | 8     |
| 7.      | Catriona Le May Doan                             | Kanada           | 1998–2002 | 2     | 1      | 1    | 4     |
| 7.      | Yu Jing                                          | ChRL             | 2009–2014 | 2     | 1      | 1    | 4     |
| 7.      | Brittany Bowe                                    | USA              | 2015–2019 | 2     | 1      | 1    | 4     |
| 10.     | Ye Qiaobo                                        | ChRL             | 1991–1993 | 2     | 1      | –    | 3     |
| 10.     | Nao Kodaira                                      | Japonia          | 2017–2020 | 2     | 1      | –    | 3     |
| 10.     | Miho Takagi                                      | Japonia          | 2019–2024 | 2     | 1      | –    | 3     |
| 13.     | Heather Richardson Heather Bergsma               | USA              | 2013–2017 | 1     | 3      | 1    | 5     |
| 14.     | Angela Hauck-Stahnke Angela Stahnke              | NRD Niemcy       | 1985–1994 | 1     | 2      | –    | 3     |
| 14.     | Anni Friesinger                                  | Niemcy           | 2004–2008 | 1     | 2      | –    | 3     |
| 16.     | Chris Witty                                      | USA              | 1996–2000 | 1     | 1      | 2    | 4     |
| 17.     | Natalja Pietrusiowa                              | ZSRR             | 1981–1983 | 1     | 1      | 1    | 3     |
| 17.     | Jenny Wolf                                       | Niemcy           | 2008–2010 | 1     | 1      | 1    | 3     |
| 19.     | Christine Nesbitt                                | Kanada           | 2011–2012 | 1     | 1      | –    | 2     |
| 20.     | Monika Pflug Monika Holzner-Pflug                | RFN              | 1972–1982 | 1     | –      | 3    | 4     |
| 21.     | Franziska Schenk                                 | Niemcy           | 1995–1997 | 1     | –      | 2    | 3     |
| 21.     | Jorien ter Mors                                  | Holandia         | 2016–2018 | 1     | –      | 2    | 3     |
| 23.     | Ludmiła Titowa                                   | ZSRR             | 1970–1972 | 1     | –      | 1    | 2     |
| 23.     | Sylvia Burka                                     | Kanada           | 1976–1977 | 1     | –      | 1    | 2     |
| 23.     | Marianne Timmer                                  | Holandia         | 2000–2004 | 1     | –      | 1    | 2     |
| 23.     | Jennifer Rodriguez                               | USA              | 2004–2005 | 1     | –      | 1    | 2     |
| 23.     | Lee Sang-hwa                                     | Korea Południowa | 2010–2013 | 1     | –      | 1    | 2     |
| 23.     | Jutta Leerdam                                    | Holandia         | 2022–2024 | 1     | –      | 1    | 2     |
| 29.     | Ruth Schleiermacher                              | NRD              | 1971      | 1     | –      | –    | 1     |
| 29.     | Lubow Sadczikowa                                 | ZSRR             | 1978      | 1     | –      | –    | 1     |
| 29.     | Swietłana Żurowa                                 | Rosja            | 2006      | 1     | –      | –    | 1     |
| 29.     | Wang Beixing                                     | ChRL             | 2009      | 1     | –      | –    | 1     |
| 33.     | Atje Keulen-Deelstra                             | Holandia         | 1970–1974 | –     | 2      | 1    | 3     |
| 33.     | Beth Heiden                                      | USA              | 1978–1980 | –     | 2      | 1    | 3     |
| 35.     | Femke Kok                                        | Holandia         | 2022–2024 | –     | 2      | –    | 2     |
| 36.     | Sabine Völker                                    | Niemcy           | 1998–2005 | –     | 1      | 2    | 3     |
| 37.     | Dianne Holum                                     | USA              | 1971–1972 | –     | 1      | 1    | 2     |
| 37.     | Oksana Rawiłowa                                  | Rosja            | 1993–1995 | –     | 1      | 1    | 2     |
| 37.     | Xue Ruihong                                      | ChRL             | 1994–1997 | –     | 1      | 1    | 2     |
| 37.     | Anżalika Kaciuha                                 | Białoruś         | 2002–2005 | –     | 1      | 1    | 2     |
| 37.     | Cindy Klassen                                    | Kanada           | 2003–2007 | –     | 1      | 1    | 2     |
| 37.     | Annette Gerritsen                                | Holandia         | 2008–2011 | –     | 1      | 1    | 2     |
| 37.     | Zhang Hong                                       | ChRL             | 2012–2014 | –     | 1      | 1    | 2     |
| 44.     | Nina Statkiewicz                                 | ZSRR             | 1970      | –     | 1      | –    | 1     |
| 44.     | Anne Henning                                     | USA              | 1971      | –     | 1      | –    | 1     |
| 44.     | Heike Lange                                      | NRD              | 1975      | –     | 1      | –    | 1     |
| 44.     | Tatjana Tarasowa                                 | ZSRR             | 1981      | –     | 1      | –    | 1     |
| 44.     | Walentina Łalenkowa                              | ZSRR             | 1984      | –     | 1      | –    | 1     |
| 44.     | Edel Therese Høiseth                             | Norwegia         | 1996      | –     | 1      | –    | 1     |
| 44.     | Eriko Sanmiya                                    | Japonia          | 2001      | –     | 1      | –    | 1     |
| 44.     | Andrea Nuyt                                      | Holandia         | 2002      | –     | 1      | –    | 1     |
| 44.     | Wang Manli                                       | ChRL             | 2006      | –     | 1      | –    | 1     |
| 44.     | Ireen Wüst                                       | Holandia         | 2007      | –     | 1      | –    | 1     |
| 44.     | Sayuri Yoshii                                    | Japonia          | 2010      | –     | 1      | –    | 1     |
| 55.     | Erwina Ryś-Ferens                                | Polska           | 1978–1985 | –     | –      | 2    | 2     |
| 55.     | Christine Aaftink                                | Holandia         | 1990–1991 | –     | –      | 2    | 2     |
| 55.     | Olga Fatkulina                                   | Rosja            | 2018–2020 | –     | –      | 2    | 2     |
| 58.     | Cathy Priestner                                  | Kanada           | 1975      | –     | –      | 1    | 1     |
| 58.     | Haitske Pijlman                                  | Holandia         | 1977      | –     | –      | 1    | 1     |
| 58.     | Natalja Glebowa                                  | ZSRR             | 1984      | –     | –      | 1    | 1     |
| 58.     | Seiko Hashimoto                                  | Japonia          | 1989      | –     | –      | 1    | 1     |
| 58.     | Shihomi Shin’ya                                  | Japonia          | 2003      | –     | –      | 1    | 1     |
| 58.     | Chiara Simionato                                 | Włochy           | 2006      | –     | –      | 1    | 1     |
| 58.     | Margot Boer                                      | Holandia         | 2011      | –     | –      | 1    | 1     |
| 58.     | Karolína Erbanová                                | Czechy           | 2015      | –     | –      | 1    | 1     |
| 58.     | Vanessa Herzog                                   | Austria          | 2022      | –     | –      | 1    | 1     |

### Klasyfikacja państw
Poniższa tabela przedstawia klasyfikację państw, które zdobyły przynajmniej jeden medal mistrzostw świata w łyżwiarstwie szybkim w wieloboju sprinterskim kobiet.
Stan po MŚ 2024.
| Miejsce | Państwo          | Złoto | Srebro | Brąz | Razem |
| ------- | ---------------- | ----- | ------ | ---- | ----- |
| 1.      | USA              | 13    | 16     | 9    | 38    |
| 2.      | NRD              | 10    | 6      | 3    | 19    |
| 3.      | Niemcy/RFN       | 9     | 5      | 9    | 23    |
| 4.      | ChRL             | 5     | 5      | 3    | 13    |
| 5.      | Japonia          | 4     | 4      | 2    | 10    |
| 6.      | Kanada           | 4     | 3      | 4    | 11    |
| 7.      | Holandia         | 3     | 7      | 10   | 20    |
| 8.      | ZSRR             | 3     | 4      | 3    | 10    |
| 9.      | Rosja            | 1     | 1      | 3    | 5     |
| 10.     | Korea Południowa | 1     | –      | 1    | 2     |
| 11.     | Białoruś         | –     | 1      | 1    | 2     |
| 12.     | Norwegia         | –     | 1      | –    | 1     |
| 13.     | Polska           | –     | –      | 2    | 2     |
| 14.     | Austria          | –     | –      | 1    | 1     |
| 14.     | Czechy           | –     | –      | 1    | 1     |
| 14.     | Włochy           | –     | –      | 1    | 1     |

#### Klasyfikacja państw według lat
W poniższej tabeli zestawiono państwa według liczby medali zdobytych podczas kolejnych edycji mistrzostw świata w wieloboju sprinterskim. Przedstawiono sumę wszystkich medali (złotych, srebrnych i brązowych) w zawodach kobiet.
| Państwo          | '70 | '71 | '72 | '73 | '74 | '75 | '76 | '77 | '78 | '79 | '80 | '81 | '82 | '83 | '84 | '85 | '86 | '87 | '88 | '89 | '90 | '91 | '92 | '93 | '94 | '95 | '96 | '97 | '98 | '99 | '00 | '01 | '02 | '03 | '04 | '05 | '06 | '07 | '08 | '09 | '10 | '11 | '12 | '13 | '14 | '15 | '16 | '17 | '18 | '19 | '20 | '22 | '24 | suma |
| ---------------- | --- | --- | --- | --- | --- | --- | --- | --- | --- | --- | --- | --- | --- | --- | --- | --- | --- | --- | --- | --- | --- | --- | --- | --- | --- | --- | --- | --- | --- | --- | --- | --- | --- | --- | --- | --- | --- | --- | --- | --- | --- | --- | --- | --- | --- | --- | --- | --- | --- | --- | --- | --- | --- | ---- |
| Austria          | –   | –   | –   | –   | –   | –   | –   | –   | –   | –   | –   | –   | –   | –   | –   | –   | –   | –   | –   | –   | –   | –   | –   | –   | –   | –   | –   | –   | –   | –   | –   | –   | –   | –   | –   | –   | –   | –   | –   | –   | –   | –   | –   | –   | –   | –   | –   | –   | –   | –   | –   | 1   | –   | 1    |
| Białoruś         | –   | –   | –   | –   | –   | –   | –   | –   | –   | –   | –   | –   | –   | –   | –   | –   | –   | –   | –   | –   | –   | –   | –   | –   | –   | –   | –   | –   | –   | –   | –   | –   | 1   | –   | –   | 1   | –   | –   | –   | –   | –   | –   | –   | –   | –   | –   | –   | –   | –   | –   | –   | –   | –   | 2    |
| ChRL             | –   | –   | –   | –   | –   | –   | –   | –   | –   | –   | –   | –   | –   | –   | –   | –   | –   | –   | –   | –   | –   | 1   | 1   | 1   | 1   | –   | –   | 1   | –   | –   | –   | –   | –   | –   | –   | –   | 1   | –   | –   | 2   | –   | –   | 2   | 1   | 2   | –   | –   | –   | –   | –   | –   | –   | –   | 13   |
| Czechy           | –   | –   | –   | –   | –   | –   | –   | –   | –   | –   | –   | –   | –   | –   | –   | –   | –   | –   | –   | –   | –   | –   | –   | –   | –   | –   | –   | –   | –   | –   | –   | –   | –   | –   | –   | –   | –   | –   | –   | –   | –   | –   | –   | –   | –   | 1   | –   | –   | –   | –   | –   | –   | –   | 1    |
| Holandia         | 1   | –   | –   | 1   | 1   | –   | –   | 1   | –   | –   | –   | –   | –   | –   | –   | –   | –   | –   | –   | –   | 1   | 1   | –   | –   | –   | –   | –   | –   | –   | –   | 1   | –   | 1   | –   | 1   | –   | –   | 1   | 1   | –   | –   | 2   | –   | –   | –   | –   | 1   | 1   | 1   | –   | –   | 2   | 2   | 20   |
| Japonia          | –   | –   | –   | –   | –   | –   | –   | –   | –   | –   | –   | –   | –   | –   | –   | –   | –   | –   | –   | 1   | –   | –   | –   | –   | –   | –   | –   | –   | –   | –   | –   | 1   | –   | 1   | –   | –   | –   | –   | –   | –   | 1   | –   | –   | –   | –   | –   | –   | 1   | –   | 2   | 2   | –   | 1   | 10   |
| Kanada           | –   | –   | –   | –   | –   | 1   | 1   | 1   | –   | –   | –   | –   | –   | –   | –   | –   | –   | –   | –   | –   | –   | –   | –   | –   | –   | –   | –   | –   | 1   | 1   | –   | 1   | 1   | 1   | –   | –   | –   | 1   | –   | –   | –   | 1   | 1   | –   | –   | –   | –   | –   | –   | –   | –   | –   | –   | 11   |
| Korea Południowa | –   | –   | –   | –   | –   | –   | –   | –   | –   | –   | –   | –   | –   | –   | –   | –   | –   | –   | –   | –   | –   | –   | –   | –   | –   | –   | –   | –   | –   | –   | –   | –   | –   | –   | –   | –   | –   | –   | –   | –   | 1   | –   | –   | 1   | –   | –   | –   | –   | –   | –   | –   | –   | –   | 2    |
| Niemcy/RFN       | –   | –   | 1   | 1   | 1   | –   | –   | –   | –   | –   | –   | –   | 1   | –   | –   | –   | –   | –   | –   | –   | –   | 1   | 1   | –   | 1   | 1   | 1   | 1   | 1   | 2   | 1   | 1   | –   | 1   | 1   | 1   | –   | 1   | 2   | 1   | 1   | –   | –   | –   | –   | –   | –   | –   | –   | –   | –   | –   | –   | 23   |
| NRD              | –   | 1   | –   | –   | –   | 1   | –   | –   | –   | 1   | 1   | 1   | 1   | 2   | 1   | 2   | 2   | 2   | 2   | 1   | 1   | –   | –   | –   | –   | –   | –   | –   | –   | –   | –   | –   | –   | –   | –   | –   | –   | –   | –   | –   | –   | –   | –   | –   | –   | –   | –   | –   | –   | –   | –   | –   | –   | 19   |
| Norwegia         | –   | –   | –   | –   | –   | –   | –   | –   | –   | –   | –   | –   | –   | –   | –   | –   | –   | –   | –   | –   | –   | –   | –   | –   | –   | –   | 1   | –   | –   | –   | –   | –   | –   | –   | –   | –   | –   | –   | –   | –   | –   | –   | –   | –   | –   | –   | –   | –   | –   | –   | –   | –   | –   | 1    |
| Polska           | –   | –   | –   | –   | –   | –   | –   | –   | 1   | –   | –   | –   | –   | –   | –   | 1   | –   | –   | –   | –   | –   | –   | –   | –   | –   | –   | –   | –   | –   | –   | –   | –   | –   | –   | –   | –   | –   | –   | –   | –   | –   | –   | –   | –   | –   | –   | –   | –   | –   | –   | –   | –   | –   | 2    |
| Rosja            | –   | –   | –   | –   | –   | –   | –   | –   | –   | –   | –   | –   | –   | –   | –   | –   | –   | –   | –   | –   | –   | –   | –   | 1   | –   | 1   | –   | –   | –   | –   | –   | –   | –   | –   | –   | –   | 1   | –   | –   | –   | –   | –   | –   | –   | –   | –   | –   | –   | 1   | –   | 1   | –   | –   | 5    |
| USA              | –   | 2   | 1   | 1   | 1   | 1   | 2   | 1   | 1   | 2   | 2   | –   | –   | –   | –   | –   | 1   | 1   | 1   | 1   | 1   | –   | 1   | 1   | 1   | 1   | 1   | 1   | 1   | –   | 1   | –   | –   | –   | 1   | 1   | –   | –   | –   | –   | –   | –   | –   | 1   | 1   | 2   | 2   | 1   | 1   | 1   | –   | –   | –   | 38   |
| Włochy           | –   | –   | –   | –   | –   | –   | –   | –   | –   | –   | –   | –   | –   | –   | –   | –   | –   | –   | –   | –   | –   | –   | –   | –   | –   | –   | –   | –   | –   | –   | –   | –   | –   | –   | –   | –   | 1   | –   | –   | –   | –   | –   | –   | –   | –   | –   | –   | –   | –   | –   | –   | –   | –   | 1    |
| ZSRR             | 2   | –   | 1   | –   | –   | –   | –   | –   | 1   | –   | –   | 2   | 1   | 1   | 2   | –   | –   | –   | –   | –   | –   | –   | –   | –   | –   | –   | –   | –   | –   | –   | –   | –   | –   | –   | –   | –   | –   | –   | –   | –   | –   | –   | –   | –   | –   | –   | –   | –   | –   | –   | –   | –   | –   | 10   |
| Suma             | 3   | 3   | 3   | 3   | 3   | 3   | 3   | 3   | 3   | 3   | 3   | 3   | 3   | 3   | 3   | 3   | 3   | 3   | 3   | 3   | 3   | 3   | 3   | 3   | 3   | 3   | 3   | 3   | 3   | 3   | 3   | 3   | 3   | 3   | 3   | 3   | 3   | 3   | 3   | 3   | 3   | 3   | 3   | 3   | 3   | 3   | 3   | 3   | 3   | 3   | 3   | 3   | 3   | 159  |